# Heinrich Franke (Physiker)

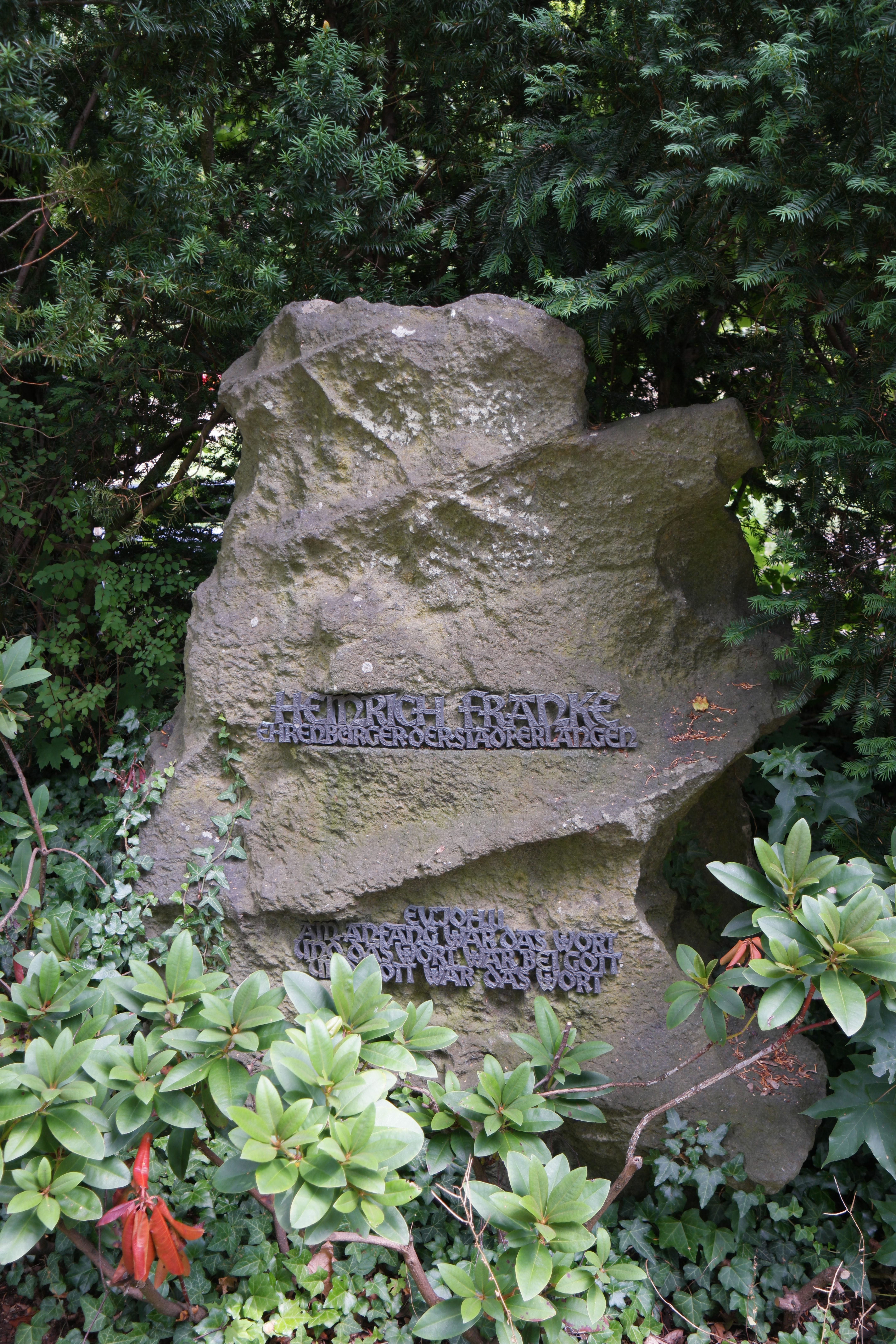
Grab von Heinrich Franke auf dem Zentralfriedhof in Erlangen

Heinrich Franke (* 27. Juni 1887 in Kiel; † 7. Januar 1966 in Erlangen) war ein deutscher Physiker und Politiker (SPD). Er befasste sich mit der Entwicklung der Belichtungsautomatik und der Sensitometrie und veröffentlichte wesentliche Beiträge zur Röntgenkunde. Als SPD-Mitglied gehörte er 1946 der bayerischen verfassungsgebenden Landesversammlung an, war von 1946 bis 1954 Mitglied des bayerischen Landtages, sowie ab 1946 Stadtrat in Erlangen.

## Leben
Franke, Sohn eines Professors der Theologie, absolvierte die weiterführende Schulausbildung an der Schulpforta, wo er 1907 sein Abitur machte. Nach dem Physik-, Mathematik- und Chemiestudium an der Martin-Luther-Universität Halle-Wittenberg promovierte er 1912 mit einer Arbeit über Die natürliche Drehung der Polarisationsebene in flüssigen Kristallen zum Dr. phil. und ging dann ans Foto-Chemische Institut der Technischen Hochschule Berlin, wo er sich auf Röntgenfotografie spezialisierte. Von 1912 bis 1913 begleitete er Max von Oppenheim bei einer Expedition nach Mesopotamien. Wieder zurückgekehrt, dozierte er bis zum Beginn des Ersten Weltkriegs, in dem er als Feld-Röntgeningenieur eingesetzt war, an der Fotografischen Lehr- und Versuchsanstalt des Lette-Vereins in Berlin. Nach Ende des Krieges war er bis 1921 bei der Siemens und Halske AG beschäftigt und wurde anschließend Leiter der röntgentechnischen Laboratorien bei der Hamburger C.H.F. Müller GmbH. Dies blieb er bis 1934, danach wurde er bis 1954 wissenschaftlicher Mitarbeiter und Leiter der fototechnischen Abteilungen des Forschungslaboratoriums bei Siemens in Siemensstadt und später bei den Siemens-Reiniger-Werken. Während dieser Zeit war er oft auf Auslandsreisen in Europa und der Sowjetunion sowie Nord- und Südamerika unterwegs. Im Jahr 1950 bekam er den Ehrendoktor der Medizinischen Fakultät der Universität Erlangen verliehen.

### Lehrtätigkeiten
Franke wurde 1951 von der naturwissenschaftlichen Fakultät der Ludwig-Maximilians-Universität München (LMU) zum Honorarprofessor für Röntgenphysik ernannt und erhielt 1952 einen Lehrauftrag für physikalische Grundlagen der Röntgenfotografie an der medizinischen Fakultät der Friedrich-Alexander-Universität Erlangen. Eigens für ihn wurde im 1900 errichteten Rieder-Institut der LMU eine Forschungsabteilung gegründet.

### Weitere Ämter
Franke war Vorsitzender des Normenausschusses der Deutschen Röntgengesellschaft, Sachverständiger des Deutschen Zentralkomitees zur Bekämpfung der Tuberkulose, Wissenschaftlicher Berater der Telegraphen-Bauanstalt von Siemens & Halske und vom 18. Dezember 1952 bis 1954 Vorsitzender des Bayerischen Rundfunkrates.

## Politik
Obwohl Franke bereits 1918 der SPD beigetreten war, trat er erst nach dem Zweiten Weltkrieg politisch in Erscheinung. Bei der Wahl der Verfassunggebenden Landesversammlung in Bayern wurde er im Wahlkreis Oberfranken/Mittelfranken gewählt. Bei der Wahl des ersten bayerischen Landtages 1946 wurde er ebenfalls über diese Liste gewählt. In der ersten Wahlperiode war er ordentliches Mitglied des Kulturpolitischen Ausschusses, des Verfassungsausschusses und des Wirtschaftsausschusses. Bei der Landtagswahl 1950 wurde er im Stimmkreis "Erlangen-Stadt und Land" gewählt. In der Legislaturperiode 1950 bis 1954 war er Mitglied des Ausschusses für Bayern-Pfalz, des Ausschusses für kulturpolitische Angelegenheiten und des Unterausschusses, der Änderungen des Rundfunkgesetzes erarbeitete. Am 28. November 1954 schied Franke aus dem bayerischen Landtag aus.
1947 bis 1950 war Franke Mitglied des Bayerischen Verfassungsgerichtshofes. 1948 bis 1954 gehörte er dem Bayerischen Rundfunkrat an, zeitweise als dessen Vorsitzender.

## Auszeichnungen
Für seine Verdienste wurde Franke mit vielen Auszeichnungen geehrt, darunter mit der Goldenen Medaille mit Eichenlaub der Bundesverkehrswacht. Im Jahr 1950 bekam er die Ehrendoktorwürde der medizinischen Fakultät der Friedrich-Alexander-Universität Erlangen und 1957 das Große Verdienstkreuz der Bundesrepublik Deutschland verliehen. Im Jahr 1961 folgte die Röntgen-Plakette der Stadt Remscheid und 1962 die Ehrenbürgerschaft der Stadt Erlangen.
In Erlangen ist auch der Heinrich-Franke-Weg im Stadtteil Röthelheimpark nach ihm benannt.

## Weblink
- Heinrich Franke in der Parlamentsdatenbank des Hauses der Bayerischen Geschichte in der Bavariathek